# Brachyolenecamptus banksi
Brachyolenecamptus banksi är en skalbaggsart som beskrevs av Stefan von Breuning 1948. Brachyolenecamptus banksi ingår i släktet Brachyolenecamptus och familjen långhorningar. Inga underarter finns listade.